# Berberis sanei
Berberis sanei là một loài thực vật có hoa trong họ Hoàng mộc. Loài này được Husain & al. mô tả khoa học đầu tiên năm 1995.